# Svetovna vojna
Svetovna vojna je vojna velikih ozemeljskih razsežnosti, v katero je vpletenih večje število držav iz celotnega sveta.
Do sedaj sta si naziv svetovni vojni »prislužili« dve vojni:
- 1. svetovna vojna (vojna med 1914 in 1918) in
- 2. svetovna vojna (vojna med 1939 in 1945)

O morebitni 3. svetovni vojni je bilo govora predvsem med hladno vojno v drugi polovici 20. stoletja, svet pa je bil najbližje globalnem jedrskem spopadu med kubansko raketno krizo leta 1962.

## Anekdota
Ko so fizika Alberta Einsteina kmalu po II. svetovni vojni, v kateri je bilo uporabljeno jedrsko orožje, vprašali, kakšno orožje bodo po njegovem mnenju uporabljali šele v III. svetovni vojni, jim je odgovoril:
 »Ne vem, kakšno orožje bodo uporabljali v III., vem pa, kakšno orožje bodo uporabljali v IV. svetovni vojni.«
Na vprašanje začudenih novinarjev, naj pojasni kakšno orožje bo to, je odgovori:
 »Palice in kamne. Palice in kamne!«